# 布魯克林帕克
布魯克林帕克（Brooklyn Park）是美國明尼蘇達州亨內平縣的一座城市，位於密西西比河的西岸，與昌普倫、梅普爾格羅夫、紐霍普、克里斯托、布魯克林中心等城市比鄰。2020年美國人口普查布魯克林帕克有86,478人，是明尼蘇達州人口排名第六的城市。